# گل‌خوشه‌ای‌ها
گل‌خوشه‌ای‌ها (نام علمی: Melanthium) نام یک سرده از تیره گل‌خوشه‌ایان است.